# Oasis
 For alternative betydninger, se Oasis (flertydig). (Se også artikler, som begynder med Oasis)
Oasis er et engelsk rockband fra Manchester, dannet i 1991 og opløst i 2009. De eneste to faste medlemmer gennem bandets karriere var forsanger Liam Gallagher og storebror Noel Gallagher på guitar og vokal. Sidstnævnte var gruppens primære komponist og sangskriver. Oasis var et konservativt band, der fik sin inspiration fra 60'ernes og 70'ernes rockmusik, bl.a. Sex Pistols, Neil Young og Slade. Gruppens vigtigste inspirationskilde var dog helt klart The Beatles, som Gallagher-brødrene var besatte af.
Debutalbummet Definitely Maybe fra 1994 blev mødt med kritikerros og satte ny rekord som det hurtigst sælgende engelske debutalbum. Det var dog først ved det efterfølgende album, (What's the Story) Morning Glory? fra 1995, at Oasis for alvor blev verdensstjerner. Albummet blev en massiv international succes, båret frem af de to hitsingler Wonderwall og Don't Look Back In Anger. Oasis blev her til det mest prominente band i den engelske britpop-bølge, i selskab med Suede, Pulp og rivalerne Blur. I forlængelse af den store succes, spillede Oasis en lang række enorme stadion-koncerter, to af dem i Knebworth, for 125.000 publikummer pr. aften, hvilket dengang var den største koncert i Englands historie. Det tredje album Be Here Now fra 1997 var også en stor succes, men kunne dog ikke helt matche de forrige albums enorme popularitet. I 1999 forlod to oprindelige medlemmer Oasis, og albummet Standing on the Shoulder of Giants blev indspillet uden dem. Det betød også et stilskifte for Oasis, som skiftede britpoppen ud med mindre kommerciel psykedelisk rock. Med en række nye medlemmer, forsøgte Oasis at fortsætte succesen op gennem 00'erne, men kunne ikke leve op til tidligere bedrifter. Bandet fortsatte dog med at spille store stadion-koncerter verden rundt, og samtlige albums gik nr. 1 i England.
Gennem hele bandets levetid var Oasis plaget af en hård konflikt mellem de to Gallagher-brødre, som havde et kompliceret had/kærlighedsforhold. Dette var ofte forsidestof i den engelske sladderpresse. Konflikten eskalerede i 2009, da brødrene kom i slagsmål. Noel Gallagher forlod efterfølgende Oasis, hvilket var lig med gruppens opløsning. De resterende medlemmer fortsatte dog under navnet Beady Eye, som udgav to albums og gik i opløsning i 2013. Liam og Noel Gallagher har begge udgivet soloalbums, der ligesom Oasis har fået kritisk og kommerciel succes.  Den 27. august 2024 annoncerede de en genforeningsturné i 2025, og at de har løst deres uoverensstemmelser
Oasis er ét af nyere tids mest populære rockbands der anslås at have solgt over 70 millioner plader verden over, og har vundet adskillige priser for deres musik, bl.a. 17 NME Awards, ni Q Awards, fire MTV Europe Music Awards og seks Brit Awards.

## Historie

### 1991-1993: De tidlige år
Den tidligste udgave af Oasis var et kortlivet band ved navn The Rain, der blev dannet i 1991 i Manchester af vennerne Tony McCarroll på trommer, Paul "Bonehead" Arthurs på guitar, Paul "Guigsy" McGuigan på bas og forsanger Chris Hutton. Det øvrige band blev hurtigt utilfredse med Huttons præstation, og Arthurs inviterede Liam Gallagher ind som forsanger i stedet. Bandet skiftede navn til Oasis ved samme lejlighed. Oasis spillede sin første koncert den 18. august 1991 på The Boardwalk i Manchester. Koncerten blev overværet af Noel Gallagher, som ikke var imponeret over sin lillebrors nye band. Noel havde tidligere arbejdet som roadie for Inspiral Carpets, og havde i årevis skrevet sine egne sange, og han manglede et band, der kunne spille dem. Efter at have spillet nogle af sine sange for Oasis, blev han bandets nye medlem, på betingelse af, at han blev bandets eneste sangskriver og komponist, og at Oasis ville gå efter at blive superstjerner. Med Noel som bandleder krævede han, at Oasis fik et råt og simpelt udtryk: Arthurs måtte kun spille barré-akkorder, McGuigan måtte kun spille grundtonen i hver akkord på sin bas, og McCarroll skulle spille simple rytmer på sit trommesæt. Efter at have indspillet demoen The Live Demonstration Tape, og spillet en række koncerter, fik Oasis muligheden for at spille en koncert, hvor medejeren af Creation Records, Alan McGee, var blandt publikum. Han blev imponeret, og nogle måneder senere skrev Oasis kontrakt med Creation Records, der lavede et samarbejde med Sony Records.

### 1994-1996: Gennembrud og tidlig berømmelse
Oasis udgav sin første single, Supersonic, den 11. april 1994, og fortsatte med at spille koncerter. I samarbejde med produceren Dave Batchelor begyndte Oasis at indspille deres debutalbum, men indspilningerne blev ramt af problemer, da bandet ikke var tilfredse med Batchelors produktion. Indspilningen blev derefter flyttet til et studie i Cornwall, hvor produktionen blev varetaget af Mark Coyle og Noel Gallagher. Gallagher indspillede lag på lag af guitar oven i hinanden, for at lave en massiv rocklyd, men bandet var stadig ikke tilfredse med resultatet. Creation Records havde ikke budgettet til at indspille albummet om, så pladeselskabet tog kontakt til lydingeniør og producer Owen Morris, som mixede albummet om, og brugte en lang række sofistikerede teknikker for at give albummet en ny lyd. Resultatet blev albummet Definitely Maybe, der blev udgivet den 29. august 1994. Creation Records var i store økonomiske vanskeligheder, og havde kun få ressourcer til at promovere albummet. Ikke desto mindre blev Definitely Maybe en succes fra dag 1, da den solgte 86.000 eksemplarer den første uge, og slog rekord som det hurtigst sælgende engelske debutalbum. Albummet blev meget positivt modtaget af kritikerne, der betragtede hele albummet som en tilbagevisning af grunge-bølgens depressive musik. Singlen Live Forever er også blevet beskrevet af Noel Gallagher som et slags modsvar til Nirvanas sang I Hate Myself And I Want To Die, og de humoristiske og fandenivoldske singler Shakermaker og Cigarettes & Alcohol bød på en mindre trist og mere livsglad stil. Oasis fik her sit gennembrud. Bandets medlemmer, der alle kom fra den fattige arbejderklasse i Manchester, blev rige og berømte. Definitely Maybe havde i alt fire singler, og i December 1994 udgav Oasis den ekstra single Whatever.
Berømmelsen havde sin pris, for de konstante turnéer begyndte at presse Oasis. I September 1994 sang Liam Gallagher falsk til en koncert i Los Angeles, og svinede både publikum og Noel til. Dette var hverken første eller sidste gang, de to Gallagher-brødre kom i en konflikt, der truede bandets eksistens. Noel forlod kortvarigt Oasis, men blev hurtigt medlem igen, så Oasis kunne påbegynde indspilningen af det næste album. Ved udgivelsen af albummets første single, Some Might Say i 1995, blev trommeslager Tony McCarroll fyret og erstattet med Alan White, som Noel fik anbefalet af vennen og mentoren Paul Weller. Some Might Say blev Oasis' første single der gik nr. 1, og gruppen begyndte at indspille deres næste album i maj samme år. Det var på dette tidspunkt, medierne begyndte at skrive om Oasis' rivalisering med britpop-gruppen Blur. Den 14. august 1995 udsendte Oasis singlen Roll With It, samme dag som Blur, der udsendte singlen Country House. Det blev Blur som solgte mest. Medierne døbte rivaliseringen The Battle of Britpop (kampen om britpop), og betød, at begge bands fik øget mediedækning. Rivaliseringen kulminerede i, at Noel Gallagher udtalte, at han ønskede at Alex James og Damon Albarn fra Blur døde af AIDS, hvilket var med til at skade Oasis' image betydeligt. Noel Gallagher undskyldte senere i et formelt brev sendt til flere tidssskrifter. Problemerne for Oasis endte ikke der, for deres næste album (What's the Story) Morning Glory?, der blev udgivet den 2. oktober 1995, fik kun lunkne anmeldelser i musikpressen. Det ændrede dog ikke på, at albummet blev en gigantisk salgssucces, der er ét af verdens bedst sælgende albums overhovedet. Det var især singlerne Wonderwall og Don't Look Back In Anger (sidstnævnte sunget af Noel Gallagher), der formede albummets succes.
Efter udgivelsen af albummet og den brølende succes, spillede Oasis en række gigantiske udsolgte koncerter, bl.a. i Earl's Court og i Knebworth. Til den sidstnævnte koncert blev der spillet for 125.000 mennesker to aftener i træk, og 2,5 millioner forsøgte at købe billet. Oasis var her på toppen af deres berømmelse, men der var stadig konflikter mellem Gallagher-brødrene, og denne gang var det Liam som kortvarigt forlod gruppen, for så at vende tilbage kort tid efter. I slutningen af 1996 begyndte Oasis indspilningen af deres 3. album, Be Here Now.

### 1997-2000: Fortsat succes og nedgang
Efter den enorme succes med de to forrige albums, var forventningerne til det næste Oasis-album skyhøje. Indspilningerne begyndte i Abbey Road-studiet i London, men da bandet blev forfulgt af paparazzi-fotografer, flyttede man indspilningerne til et studie i det mere afsides beliggende Surrey. Arbejdet med det nye album var kaotisk, da hele bandet var stærkt afhængige af narkotika. Producer Owen Morris har siden fortalt om den kaotiske stemning, og det enorme narkoforbrug, som han og Oasis havde: "Den eneste grund til, at nogen var der, var for pengenes skyld. Noel mente at Liam var en elendig sanger. Liam hadede Noels sange. Sådan fortsatte vi. Enorme mængder narko. Dårlige skænderier. Dårlig stemning. Lorte-optagelser".
Be Here Now blev udgivet 21. august 1997, fik flotte anmeldelser og slog rekorden som det hurtigst sælgende engelske album. Albummet havde meget lange sange, og de havde ofte en massiv, larmende lyd, bl.a. den næsten ti minutter lange All Around The World, der har lag på lag af guitarer, og bruger et helt symfoniorkester. I slutningen af 1997 havde Be Here Now solgt otte millioner eksemplarer, men to år senere var albummet det meste solgte til genbrugsbutikker. Albummet er blevet set som slutningen på Britpop-bølgen, og det blev det sidste Oasis-album, som blev indspillet af bandets oprindelige line up. Efter albummets tourné var forbi - som sædvanlig med skænderier og slagsmål mellem Gallagher-brødrene - holdt Oasis lav profil, men udsendte dog B-side-opsamlingen Masterplan i 1998.
De to oprindelige medlemmer Paul "Bonehead" Arthurs og Paul "Guigsy" McGuigan forlod Oasis i 1999, angiveligt for at bruge mere tid med deres familier. Det betød, at Noel Gallagher indspillede stort set alle instrumenter på det næste album, Standing on the Shoulder of Giants. Trommerne blev dog stadig spillet af Alan White. Albummet markerede et stilskifte for Oasis, da britpop blev skiftet ud med mere eksperimentende psykedelisk rock. Albummet er desuden det første, hvor ikke alle sange er skrevet af Noel Gallagher, da sangen Little James er skrevet af Liam. Noel Gallagher har fortalt, at han skiftede mange instrumenter og forstærkere ud, og eksperimenterede i studiet. Standing On The Shoulder of Giants blev udgivet den 28. februar 2000, og blev fulgt op af singlerne Go Let it Out og Who Feels Love? Albummet fik blandede anmeldelser. Kort tid efter albummets færdiggørelse, fik Oasis to nye medlemmer, da Andy Bell blev bassist, og Gem Archer blev guitarist. Bell var tidligere guitarist og sanger i rockgrupperne Ride og Hurricane #1. Archer var tidligere forsanger og guitarist i Heavy Stereo.

### 2000-2007: Årene efter britpoppen
Ved slutningen af årtusindeskiftet havde musikpressen lagt britpoppen i graven, og havde i stedet fokus på alternativ rock som f.eks. Radiohead, og den skrabede garagerock fra The Strokes, The Libertines m.fl. Flere af de gamle britpop-navne havde fundet en ny lyd (bl.a. Blur på det world music-inspirerede album Think Tank), men Oasis fortsatte ufortrødent med at spille britpop på albummet Heathen Chemistry fra 2003. Albummet tog lang tid at indspille, angiveligt pga. Liam Gallaghers alkoholmisbrug. På albummet overlod Noel noget af sangskrivningen til bandets andre medlemmer, således at Liam skrev teksterne til tre sange, mens Archer og Bell hver skrev én sang. Heathen Chemistry blev det sidste album hvor trommeslager Alan White medvirkede. Albummet fik meget lunkne og negative anmeldelser, og kunne ikke hamle op med de forrige albums store kommercielle succes.
Det næste album Don't Believe The Truth var også ramt af forsinkelser og intern splid, men udkom i 2005. Albummet solgte bedre end forgængeren, og fik langt mere positiv respons fra kritikerne. Udover singlerne Lyla og The Importance of Being Idle finder man også sangen Guess God Thinks I'm Abel, der er skrevet af Liam. Sangen er en selvbiografisk refleksion over det problemramte forhold mellem de to Gallagher-brødre. Da Alan White ikke var trommeslager længere, blev Zak Starkey medlem af Oasis med dette album. Starkey er søn af Ringo Starr, trommeslager i The Beatles, som Oasis alle dage har haft som enorm indflydelse. I 2008 udkom Dig Out Your Soul, der skulle blive Oasis' sidste album. Gruppen havde skiftet stil til at spille psykedelisk rock, der dog stadig lød meget som The Beatles.

### 2009: Opløsning
De to Gallagher-brødres problematiske konflikt var ikke blevet bedre med tiden, og i 2009 endte de i et slagsmål, hvilket betød at Noel efterfølgende opløste Oasis. Opløsningen blev annonceret få minutter før en planlagt koncert i Paris. Nogle timer senere skrev Noel en kort meddelelse på Oasis' officielle hjemmeside:
"Det er med en vis sorg og stor lettelse... Jeg forlader Oasis i aften. Folk kan skrive og sige hvad de har lyst til, men jeg kan simpelthen ikke arbejde med Liam én eneste dag til."

### 2009-2024: Efter opløsningen
Kort tid efter opløsningen annoncerede de resterende medlemmer, at bandet genopstod under navnet Beady Eye. Gruppens line-up var næsten identisk med Oasis, undtagen Noel Gallagher. Beady Eye udsendte to albums i 2011 og 2013, men fik ikke den samme store succes som Oasis. I 2014 annoncerede Liam Gallagher, at gruppen var opløst. Liam solodebuterede i 2017 med As You Were. Albummet var en stor succes, der gik nr. 1 på den engelsk album-hitliste og fik stor kritikerros. Efterfølgeren Why Me? Why Not udkom i 2019 og var ligeledes en kritisk og kommerciel succes. I 2010 søsatte Noel Gallagher sit soloprojekt Noel Gallagher's High Flying Birds, hvor han arbejder med en lang række gæstemusikere, bl.a. Chris Sharrock og Gem Archer fra hedengangne Oasis. Soloprojektet har indtil videre udgivet tre studiealbums, der alle tre har ligget nr. 1 i England.
I årene efter Oasis' opløsning, har der været mange rygter og spekulationer om hvorvidt Oasis skal gendannes. I forbindelse med COVID-19 foreslog Liam, at Oasis skulle gendannes for en kort bemærkning til en støttekoncert. Noel har i flere interviews afvist at gendanne Oasis.

### Gendannelse i 2024
Den 27. august 2024, næsten 15 år efter opløsningen i 2009, meddelte Oasis, at de ville gendannes til en turné i Storbritannien og Irland i juli og august 2025. Det blev annonceret i en pressemeddelelse: "Våbnene er blevet tavse... Den store pause er forbi." Gendannelsen skabte overskrifter verden over, og koncerterne blev udsolgt på rekordtid. Kort tid efter skrev Liam Gallagher på X, at et nyt album er på vej.

## Diskografi
- 1994 Definitely Maybe
- 1995 (What's the Story) Morning Glory?
- 1997 Be Here Now
- 1998 The Masterplan – B-side-opsamling
- 2000 Standing on the Shoulder of Giants
- 2000 Familiar to Millions – livealbum
- 2002 Heathen Chemistry
- 2005 Don't Believe the Truth
- 2006 Stop the Clocks - greatest hits-opsamling
- 2008 Dig Out Your Soul

## Bandmedlemmer gennem årene

### 1992-1994
- Liam Gallagher – Forsanger
- Noel Gallagher – Leadguitar/forsanger/kor
- Paul "Bonehead" Arthurs – Rytmeguitar
- Paul "Guigsy" McGuigan – Bas
- Tony McCaroll – Trommer

### 1995-1998
- Liam Gallagher – Forsanger/tamburin
- Noel Gallagher – Leadguitar/forsanger/kor
- Paul "Bonehead" Arthurs – Rytmeguitar
- Paul "Guigsy" McGuigan – Bas
- Alan White – Trommer

### 1999-2004
- Liam Gallagher – Forsanger
- Noel Gallagher – Leadguitar/forsanger/kor
- Gem Archer – Rytmeguitar/kor/keyboards
- Andy Bell – Bas
- Alan White – Trommer

### 2005-2009
- Liam Gallagher – Forsanger
- Noel Gallagher – Leadguitar/forsanger/kor
- Gem Archer – Rytmeguitar/kor/keyboards
- Andy Bell – Bas
- Zak Starkey – Trommer
- Chris Sharrock – Trommer